# Armoiries du Tchad
Les armoiries de la république du Tchad sont adoptées en 1970. Elles reprennent les trois couleurs du drapeau du Tchad (bleu, or et rouge).

## Description des armoiries
Au centre du blason, figure un écu ornementé de lignes ondulées bleues et jaune. L'écu est accompagné d'un Soleil levant rouge au-dessus. Les lignes ondulées bleues sur l'écu représentent le lac Tchad, et le Soleil levant, un nouveau commencement.
L'écu est soutenu par un lion et une chèvre (ou un addax) dorés : à gauche, la chèvre symbolise la partie nord du pays, montagneuse ; à droite, le lion représente le sud.
Sous l'écu, la médaille de l'ordre national du Tchad surmonte la devise nationale, « Unité - Travail - Progrès ».

## Utilisation
Les armoiries du Tchad figurent sur la plupart des documents à caractère officiel produits par la présidence de la République et les services gouvernementaux tchadiens, notamment les décrets. Elles sont également présentes sur la couverture des passeports tchadiens.